# Tillandsia langlasseana
Tillandsia langlasseana är en gräsväxtart som beskrevs av Carl Christian Mez. Tillandsia langlasseana ingår i släktet Tillandsia och familjen Bromeliaceae. Inga underarter finns listade i Catalogue of Life.